# ラムサール条約登録地一覧
本記事はラムサール条約登録地の一覧である。2024年1月31日時点で、計172カ国の2503カ所が登録され、合計面積は257,183,643 haである。登録地のうち、67カ所は国を跨ぐ湿地である。

## 登録番号順
- ラムサール条約登録地一覧 (登録番号1-1000)
- ラムサール条約登録地一覧 (登録番号1001-2000)
- ラムサール条約登録地一覧 (登録番号2001-3000)

## 国別
- イタリアのラムサール条約登録地一覧
- 韓国のラムサール条約登録地一覧
- 日本のラムサール条約登録地一覧